# Голубчук Марія Мефодіївна
Марія Мефодіївна Голубчук (?, тепер Вінницька область — ?) — українська радянська діячка, новатор сільськогосподарського виробництва, голова колгоспу імені Кагановича («40-річчя Жовтня») Ямпільського району Вінницької області. Депутат Верховної Ради УРСР 4—5-го скликань.

## Біографія
Народилася в селянській родині.
Трудову діяльність розпочала у 1930-х роках ланковою колгоспу імені Кагановича села Іванків Ямпільського району Вінницької області. Вирощувала високі врожаї цукрових буряків, збирала по 535 центнерів буряків із гектара.
Член ВКП(б) з 1940 року.
З березня 1944 по 1950 рік — ланкова, бригадир, полевод колгоспу імені Кагановича села Іванків Ямпільського району Вінницької області.
З 1950 року — голова укрупненого колгоспу імені Кагановича (з 1957 року — «40-річчя Жовтня») сіл Северинівки та Іванкова Ямпільського району Вінницької області.
Потім — на пенсії.

## Нагороди
- два ордени Леніна (26.02.1958,)
- орден Трудового Червоного Прапора (1952)